# Levend vaccin
Een levend vaccin of levend verzwakt vaccin is een klassiek vaccin waarin de ziektekiem nog levend maar in sterk verzwakte vorm aanwezig is. De meeste levende vaccins zijn virusvaccins.
De verzwakking van het virus kan voornamelijk op twee wijzen gebeuren:
De eerste methode brengt het virus op een celcultuur van een andere soort: het virus zorgt dan voor immuniteit maar kan zich niet meer vermenigvuldigen bij mensen. Dit is het procédé dat met name wordt gebruikt voor vaccins tegen mazelen, bof, rodehond en waterpokken
De tweede methode bestaat uit het gebruik van ofwel warmtegevoelige mutanten van het virus, ofwel virussen die zijn aangepast aan koude na opeenvolgende passages in celculturen bij lage temperatuur: deze virussen hebben dan een sterk verminderde capaciteit om zich te vermenigvuldigen bij een normale lichaamstemperatuur. Daardoor is zijn ziekmakend vermogen veel kleiner dan de natuurlijke ziektekiem. Dit procédé werd met name gebruikt voor een voormalig vaccin tegen het influenzavirus dat via de neus werd toegediend (Fluenz®, thans uit de markt teruggetrokken) en voor het vaccin tegen het respiratoir syncytieel virus (RSV).

## Voordelen
Levende vaccins zijn efficiënter (sterke immuunrespons) dan geïnactiveerde vaccins. Ze kunnen antilichaam-, Th-cel- en CTL-responsen opwekken. Ze werken daarom langer (vaak levenslang) en vergen meestal geen herhaalde toediening ("boosters").

## Nadelen
De belangrijkste nadelen zijn enerzijds de risico's van het verschijnen van revertanten van het virus (een wilde virulente stam) door recombinatie tussen de vaccinstam en een pathogene stam die reeds aanwezig is in de gevaccineerde gastheer (d.w.z. het opnieuw verkrijgen van pathogeniteit door de vaccinstam die aanvankelijk verzwakt was), en aan de andere kant een contra-indicatie bij verzwakte personen of bij zwangere vrouwen vanwege het risico dat de verzwakking onvoldoende kan zijn voor deze mensen.  Een bekend voorbeeld van brede vaccinatie waarbij pas later de bijwerkingen werden ontdekt, is het Dengvaxia-vaccin van Sanofi Pasteur tegen dengue, waarmee in de Filipijnen in 2016 een vaccinatiecampagne werd gestart, die, na waarschuwingen van de producent, gestopt werd in november 2017.
Levende vaccins moeten koel bewaard worden. Ze zijn over het algemeen ook moeilijk te ontwikkelen omdat het virus voldoende verzwakt moet zijn om geen ziekte meer te veroorzaken, maar niet te sterk verzwakt, omdat het zich nog moet kunnen repliceren.

## Voorbeelden
Naast de reeds aangehaalde voorbeelden: kinderverlamming (Sabinvaccin), rotavirus, tuberculose en gele koorts.